# Ain al-Fijah
Ain al-Fijah (tiếng Ả Rập: عين الفيجة, cũng đánh vần là Ayn al-Fijeh và Ein Al Fejeh) là một thị trấn nhỏ ở miền nam Syria, một phần hành chính của Tỉnh bang Dimashq, nằm cách Damascus 25 km về phía tây bắc. Các địa phương gần đó bao gồm Deir Muqaran ở phía tây, al-Zabadani ở phía tây bắc, Basimah ở phía đông nam và Qudsaya ở phía nam. Theo Cục Thống kê Trung ương Syria, thị trấn có dân số 3.806 trong cuộc điều tra dân số năm 2004. Thị trấn cũng là trung tâm hành chính của-mặc dù không phải là thành phố lớn nhất in-the Ain al-Fijah nahiyah ("phó huyện"), được tạo thành từ sáu địa phương với tổng dân số khoảng 19.584 người. Cư dân của nó chủ yếu là người Hồi giáo Sunni.

## Mùa xuân
Thị trấn được xây dựng xung quanh suối Ain al-Fijah (tiếng Hy Lạp: πηγη, đã Latinh hoá: Pigi, có nghĩa là "Mùa xuân"), nguồn của sông Barada cung cấp nước ngọt cho Damascus. Vào thế kỷ 1 CE, người La Mã đã xây dựng một ngôi đền tại Ain al-Fijah. Năm 1907, chính quyền Ottoman đã lắp đặt đường ống nước sạch đầu tiên được lắp đặt tại suối. Năm 1924, các doanh nhân Syria Lutfi al-Haffar và Abd al-Wahab al-Qanawati đã thành lập Công ty Ain al-Fijah, nơi sẽ sử dụng nước từ mùa xuân cho mục đích tưới tiêu. Trong suốt đầu thế kỷ 20, công ty là một trong những công ty có lợi nhuận và sáng tạo nhất ở Damascus.

## Nội chiến Syria
Ain al-Fijah trở thành tâm điểm chú ý trong cuộc Nội chiến Syria đang diễn ra khi vào tháng 12 năm 2016, cơ sở xử lý nước của nó đã bị phá hủy, cắt nguồn cung cấp từ mùa xuân và do đó tước Damascus 70% nguồn cung cấp nước. Chính phủ Assad và phiến quân tìm cách hạ bệ ông trước đây đã hiểu rõ để duy trì các dịch vụ nước trong chiến tranh, nhưng điều này đã kết thúc vào giữa tháng 12, khi các lực lượng thân Assad đã phát động một cuộc tấn công nhằm chiếm thị trấn sau khi cáo buộc phiến quân làm ô nhiễm nguồn cung cấp nước với dầu khí. Mùa xuân đã bị phá hủy vào ngày 22 tháng 12 và các nguồn tin không rõ ràng về việc ai đã phá hủy nó, với chính phủ và phe đối lập đổ lỗi cho nhau.
Vào ngày 14 tháng 3 năm 2017, Ủy ban Điều tra Quốc tế Độc lập của Liên Hợp Quốc về Syria cho biết, không quân Syria đã cố tình ném bom các nguồn nước vào tháng 12, một tội ác chiến tranh đã cắt nước cho 5,5 triệu người ở và xung quanh thủ đô Damascus. Ủy ban cho biết họ đã không tìm thấy bằng chứng nào về việc cố tình làm ô nhiễm nguồn cung cấp nước hoặc phá hủy của các nhóm vũ trang, vì chính phủ Syria vẫn duy trì vào thời điểm đó.
Các nhà hoạt động ở Barada đã nói rằng chính phủ và các đồng minh Nga của họ đã ném bom vào cơ sở, làm thủng các kho nhiên liệu và làm ô nhiễm dòng nước. Hệ thống điều khiển điện của nhà máy cũng đã bị phá hủy. Ngược lại, các quan chức Damascus cho biết họ buộc phải tắt nước sau khi phiến quân làm ô nhiễm nó. Các quan chức chính phủ phủ nhận việc tấn công các công trình nước, nói rằng họ sẽ không làm gì để gây hại cho dân số của chính mình. Trong cả hai trường hợp, việc ngừng cung cấp nước đã gây ra một cuộc khủng hoảng nhân đạo lớn ở Damascus, vì dân thường buộc phải dựa vào các giếng nước và các điểm phân phối để lấy nước.
Vào ngày 15 tháng 1 năm 2017, một thỏa thuận đã đạt được để sửa chữa thiệt hại cho nguồn cung cấp nước. Các nhân viên chính phủ Syria đã vào thị trấn để bắt đầu khôi phục nước về thủ đô sau nhiều tuần thiếu thốn, và kế hoạch là khắc phục trong ba ngày. Tuy nhiên, chiến đấu tiếp tục vào ngày hôm sau hoàn toàn làm hỏng kế hoạch. Những người có vũ trang đã giết chết người đứng đầu nhóm đàm phán giám sát thỏa thuận sửa chữa, và cả hai bên đổ lỗi cho nhau vì điều này.
Cuộc tấn công chống lại Ain al-Fijah vẫn tiếp tục, và vào ngày 19 tháng 1, phe đối lập và chế độ Assad đã đạt được thỏa thuận ngừng bắn bao gồm các biện pháp sửa chữa trạm bơm nước và vạch ra các bước tiếp theo cho việc ân xá hoặc sơ tán các chiến binh đối lập của Barada. Tuy nhiên, rất lâu sau khi thỏa thuận ngừng bắn được thỏa thuận, nó sụp đổ khi các lực lượng thân Assad và phiến quân trao đổi lửa với bom đạn, súng cối và súng máy. Airstrikes cũng đã giết phụ nữ và trẻ em. Sự sụp đổ xảy ra ngay trước khi bắt đầu Hội nghị quốc tế về dàn xếp Syria, một hội nghị được tổ chức như một phần của tiến trình hòa bình Syria ở Nur-Sultan, Kazakhstan. Hội nghị kết thúc vào ngày 24 tháng 1, với Bashar Jaafari, đặc phái viên của Liên Hợp Quốc đại diện cho chính phủ Syria, khẳng định rằng lệnh ngừng bắn bắt đầu vào tháng 12 năm 2016 đã không áp dụng cho lãnh thổ của Wadi Barada vì sự hiện diện của những kẻ khủng bố, điều mà phe đối lập phiến quân phủ nhận.